# Bundesstraße 40
Die deutsche Bundesstraße 40 (Abkürzung: B 40) führte in früheren Jahren von Saarbrücken über Kaiserslautern, Mainz und Frankfurt am Main nach Fulda.
Diese Bundesstraße wurde inzwischen beinahe auf ihrer gesamten ehemaligen Strecke durch die Bundesautobahnen 6, 63 und 66 ersetzt oder soll in den kommenden Jahren noch ersetzt werden. Nur drei kurze Abschnitte werden heute noch als Bundesstraße bezeichnet:
- vom Autobahnkreuz Mainz-Süd durch die Stadt Mainz und den Wiesbadener Stadtteil Mainz-Kastel nach Hochheim (A 671)
- von Hochheim-Nord (A 671) nach Weilbach (B 519)
- vom Krifteler Dreieck (A 66) nach Frankfurt-Griesheim/Einmündung Mainzer Landstraße  (bereits autobahnähnlicher, vierstreifiger Ausbau)

## Geschichte

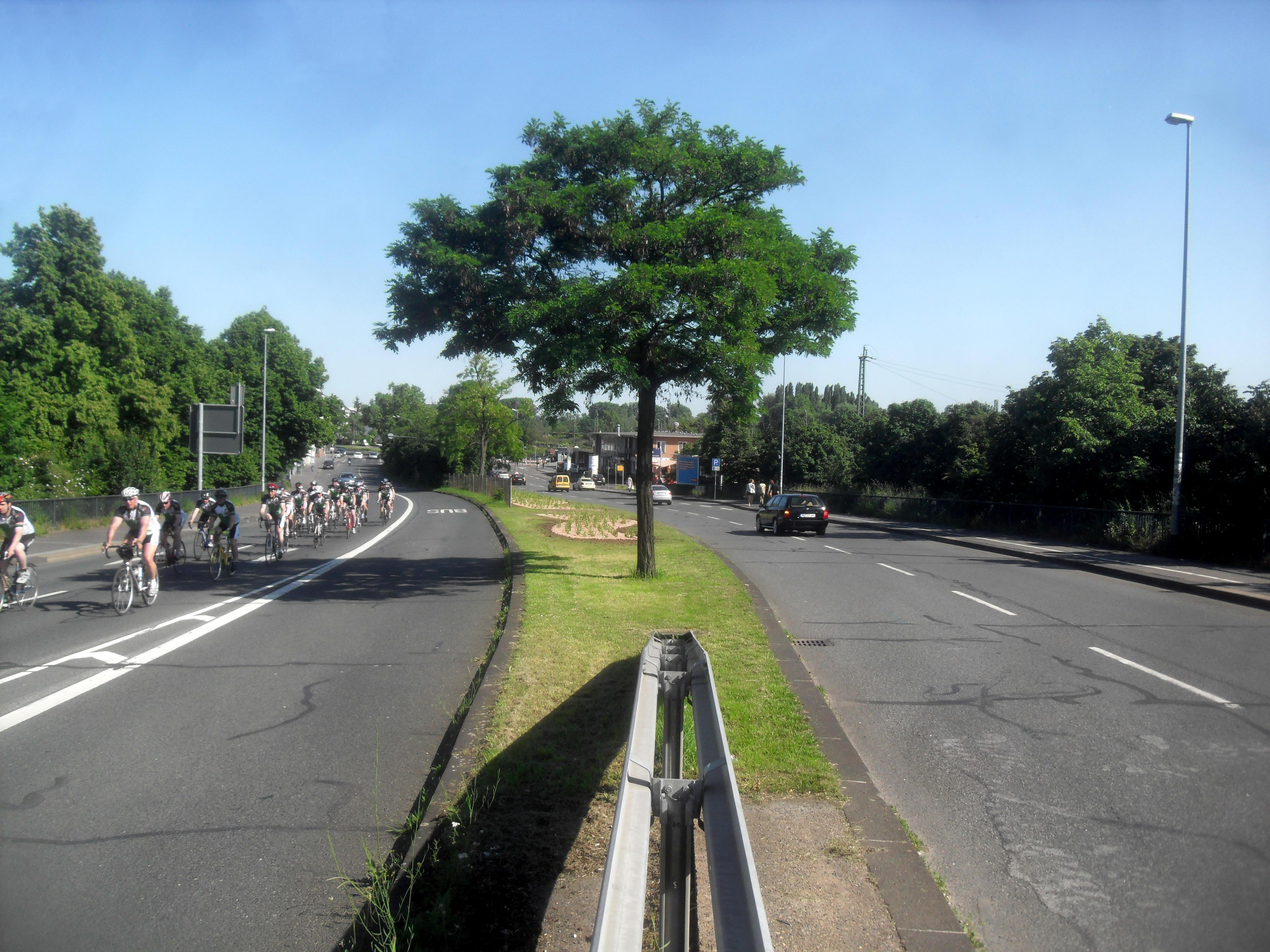
Die Bundesstraße 40 in Mainz-Kastel

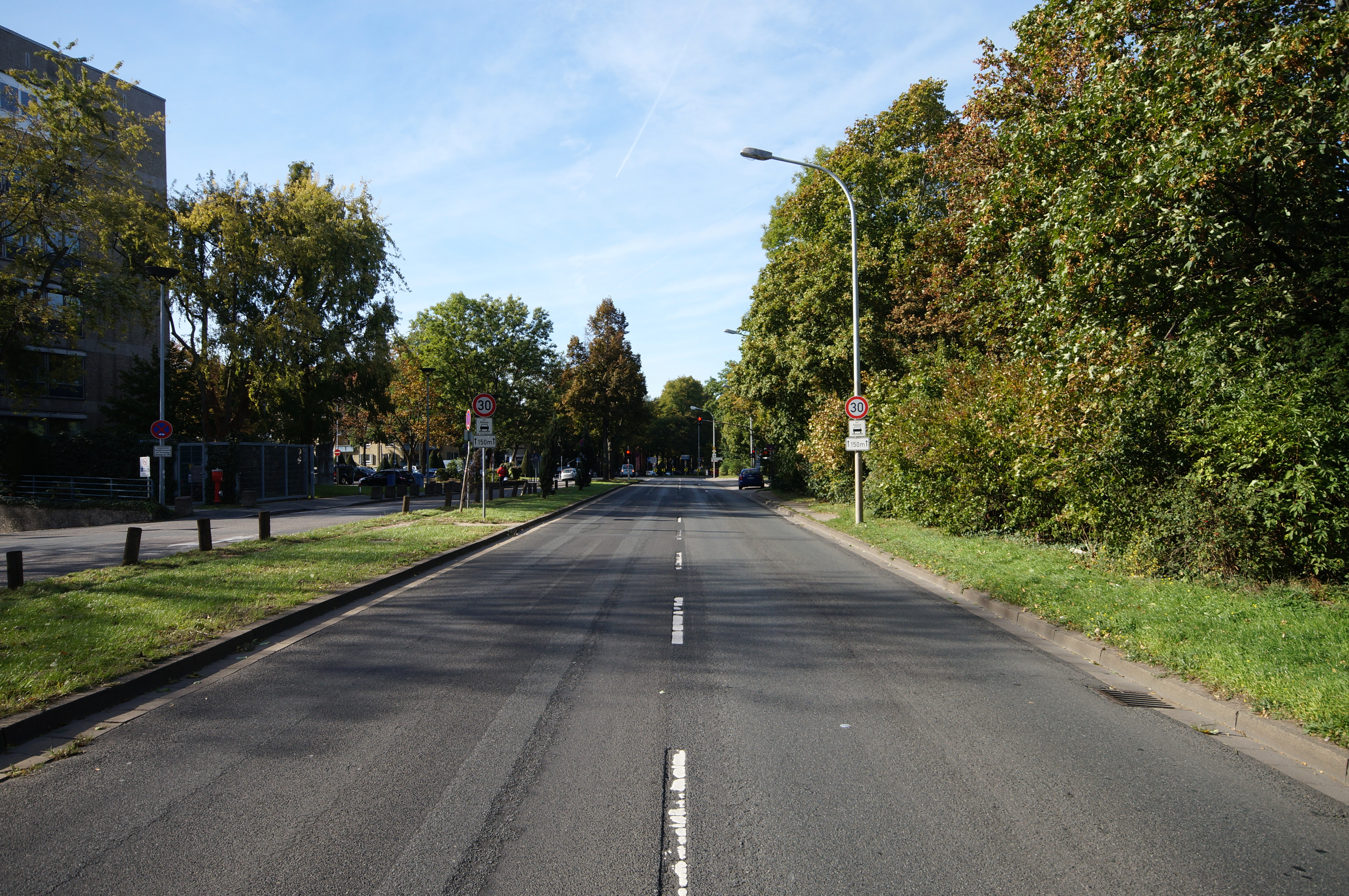
Die Bundesstraße 40 auf der Höhe der Universitätsmedizin der Johannes Gutenberg-Universität Mainz in Mainz-Oberstadt

Die Straße zwischen Mainz und Frankfurt am Main wurde bereits um 1750 zur Kunststraße ausgebaut, sie wurde 1783 von einem französischen Reisenden als eine der besten Straßen in ganz Deutschland bezeichnet.
Die Landstraße zwischen Frankfurt und Fulda wurde ab 1764 auf Anweisung des Fuldaer Fürstabts Heinrich von Bibra als eine der ersten Straßen in Hessen zu einer Chaussee ausgebaut. Sie galt damals wegen ihrer Breite als sensationell und wurde von vielen Fuhrleuten als technische Meisterleistung gerühmt.
Das Teilstück zwischen Kaiserslautern und Mainz wurde zwischen 1806 und 1811 erbaut.  Es vollendete die Straßenverbindung von Paris über Saarbrücken zu Napoleons Hauptquartier in Mainz und wird seitdem Kaiserstraße genannt. Deshalb führt in den meisten von der B 40 durchquerten Ortschaften diese die Straßennamen Kaiserstraße, Pariser Straße oder Mainzer Straße.
Als 1932 die späteren Reichsstraßen nummeriert wurden, war die Fernverkehrsstraße 40, ab 1934 Reichsstraße 40, die von Fulda bis zur Grenze des von 1920 bis 1935 vom Deutschen Reich abgetrennten Saargebietes führte, noch eine der wichtigsten deutschen Verkehrsadern. Nach dem Bau der Autobahnen wurden fast alle Teilstrecken dieser ehemaligen Hauptverkehrsader zu Landesstraßen herabgestuft.

## Ersetzungen
Zwischen 1931 und 1934 wurde die Höchster Umgehungsstraße, als Ersatz für die Mainzer Landstraße, zwischen Frankfurt am Main und Weilbach erbaut. Diese Kraftfahrstraße, auch bekannt als Rhein-Main-Schnellweg, wurde 1965 – zusammen mit der B 54 zwischen Wiesbaden und Weilbach – zu einer Autobahn ausgebaut und wird seit 1975 als Bundesautobahn 66 bzw. Bundesautobahn 648 bezeichnet.
Von den Siebzigerjahren des 20. Jahrhunderts bis 2004 wurde zwischen Mainz und  Kaiserslautern (A 6) Stück für Stück die A 63 gebaut und damit die B 40 ersetzt. Diese wurde daher, ebenfalls schrittweise, zur rheinland-pfälzischen Landesstraße 401 umgewidmet (im Abschnitt Alzey–Wörrstadt zunächst zur Bundesstraße 271 umnummeriert, jedoch Ende 2014 ebenfalls zur Landesstraße 401 abgestuft) und zu kleinen Teilen zurückgebaut. Auch der parallel zur Bundesautobahn 6 verlaufende Abschnitt zwischen Kaiserslautern und Homburg wurde abgestuft, zu einem Teil der Landesstraße 395, ebenso das Stück zwischen Homburg und Rohrbach (zur saarländischen Landesstraße 119) und zum 1. Januar 2016 schließlich auch das letzte Teilstück von Rohrbach nach Saarbrücken.
Zwischen den Gemeinden Mehlingen und Sembach musste die B 40 mit dem Bau des Flugplatzes Sembach Air Base für die US-amerikanischen Streitkräfte Anfang der 1950er Jahre verlegt werden. Die direkte 1800 m lange Verbindung mit ihrem alten Alleebaum-Bestand wurde durch eine etwas längere Verbindung am Osthang entlang – dem Ort Baalborn zu – ersetzt. Mit der Fertigstellung des letzten ca. acht Kilometer langen Abschnitts der A 63 zwischen Sembach und Dreieck Kaiserslautern im Oktober 2004 wurde auch dieser Abschnitt der B 40 ersetzt und später, wie schon erwähnt, abgestuft.
Der Abschnitt Schlüchtern–Neuhof wurde mit Inbetriebnahme der A 66 im Oktober 2007 zur Kreisstraße herabgestuft. Seit September 2008 wird der Abschnitt Flieden–Neuhof-Süd zurückgebaut und auf eine Fahrbahnbreite von 6,5 Metern verjüngt.
Bis zum Lückenschluss der A 66 am 13. September 2014 wurde der Verkehr über das restliche Teilstück der B 40 zwischen Neuhof-Süd (51) und Neuhof-Nord (52) geführt. Dieser Abschnitt der B 40 wurde bis 2017 rückgebaut und renaturiert. Auf der Strecke zwischen den ehemaligen B-40-Anschlussstellen Neuhof-Nord und Fulda-Süd, die auf einem künstlichen Damm durch das Überflutungsgebiet der Fliede führt, führt aufgrund eines Beschlusses der Gemeindevertretung Neuhof ein Rad- und Fußweg – unter anderem der Hessische Radfernweg R3 – entlang.